# Vingone
Il Vingone è un fiume della Toscana.
L'altitudine media del bacino è 123 m s.l.m. Il fiume ha regime torrentizio che negli anni passati ha dato problemi di piena.

## Il percorso
Nasce a Scandicci per poi sfociare nel fiume Arno, di cui è un affluente di sinistra, nei pressi di Lastra a Signa.

### Affluenti

#### Lato destro
- Fosso Rigone

#### Lato sinistro
- Borro Soglia
- Fosso di Ghindossoli
- Fosso del Masseto
- Fosso di Rialdoli
- Fosso di Valimorta
- Borro della Guardiana

### Il bacino del Vingone
Il suo bacino ricade nei comuni di: 
- Scandicci e Lastra a Signa

## Altre immagini

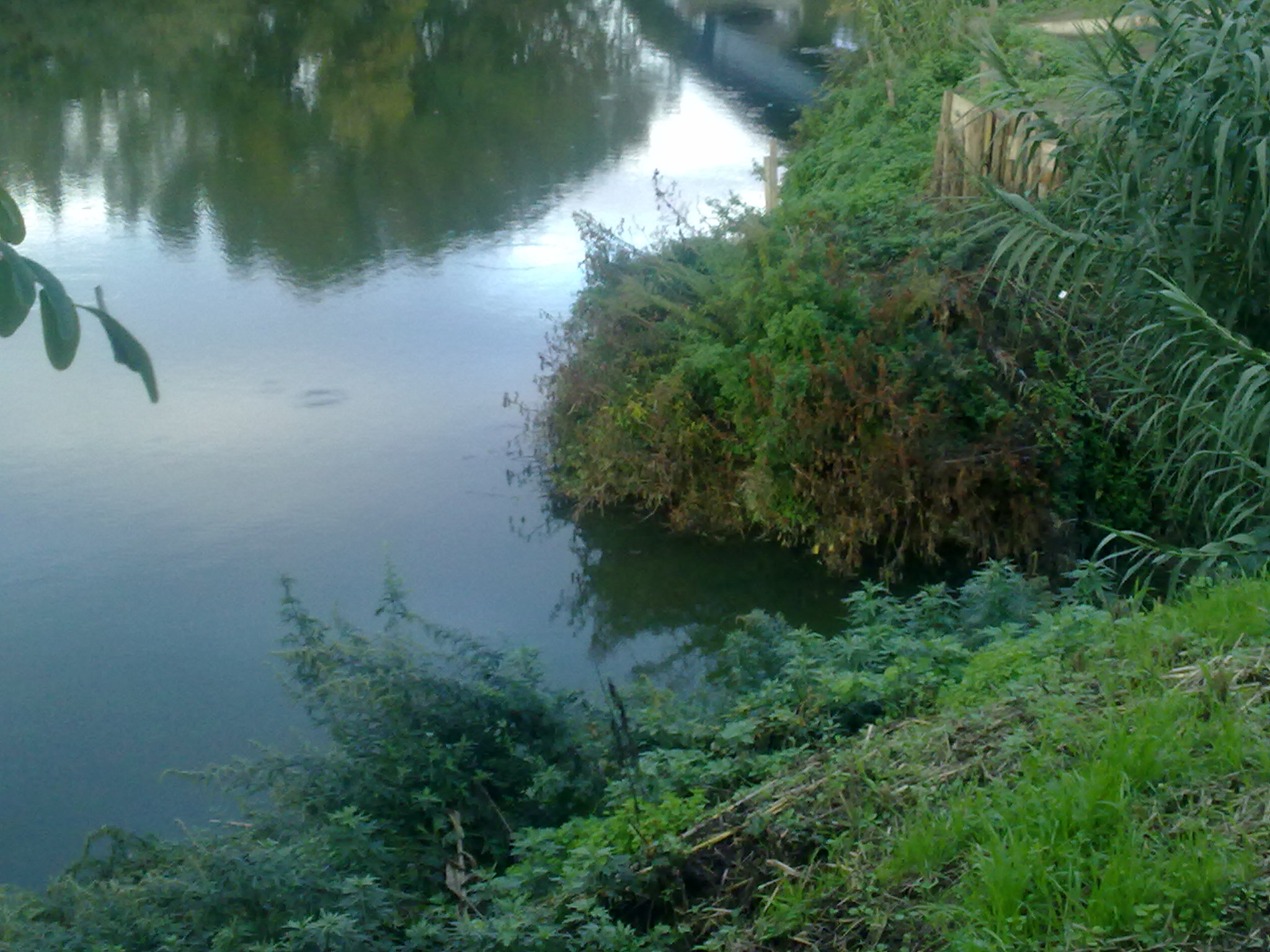
La foce del torrente nel fiume Arno
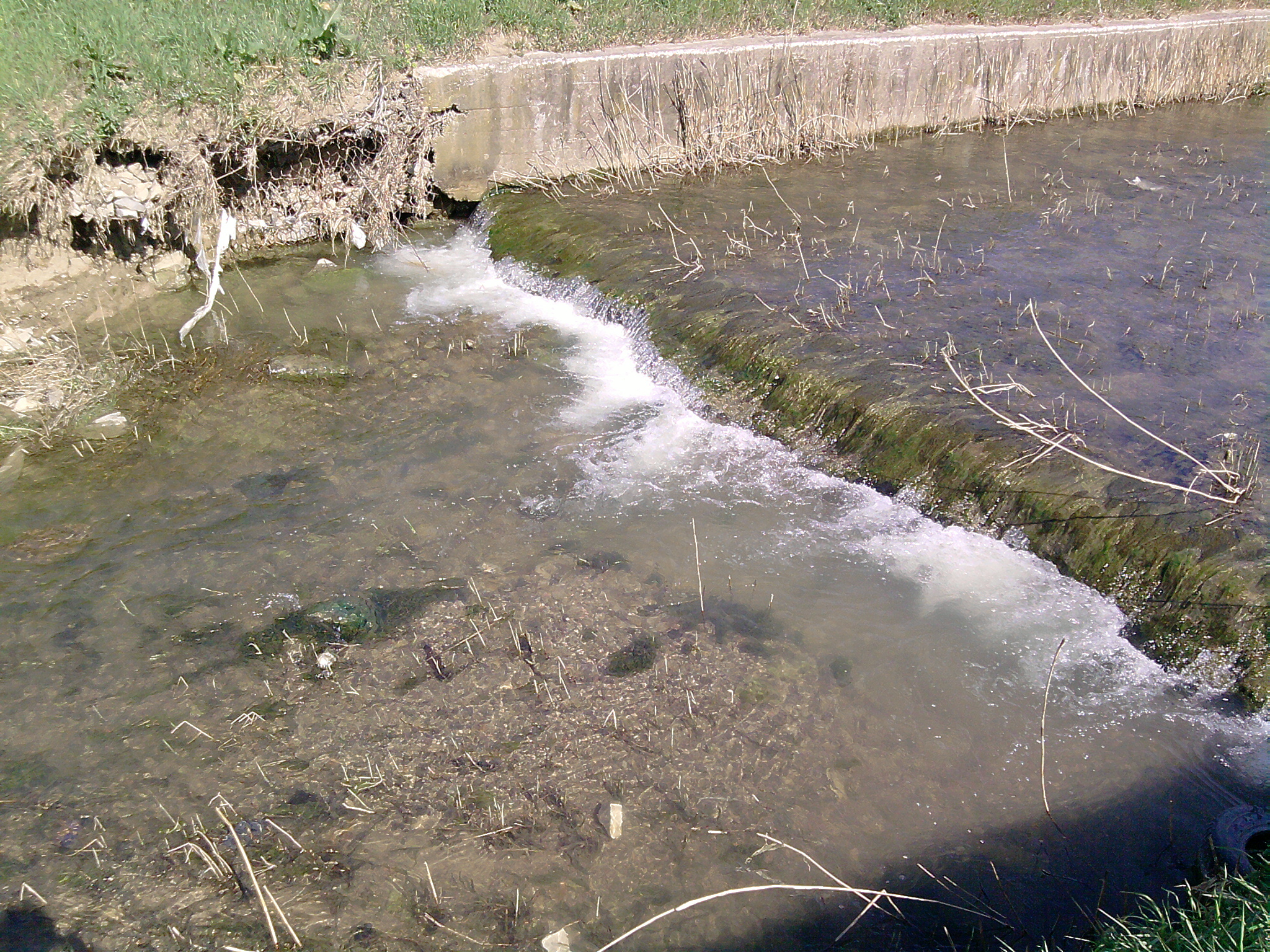
Il torrente nei pressi di Lastra a Signa